# Emirat de Mubi
L'emirat de Mubi és un estat històric i avui dia un emirat tradicional de Nigèria, a l'estat d'Adamawa. És el segon emirat més gran de l'estat i consta de cinc àrees de govern local (Maiha, Mubi Nord, Mubi Sud, Michika i Madagali) que fan que l'emirat sigui anomenat "Emirat de les cinc Emes", ja que els noms de totes les àrees del govern local de l'emirat s'inicien amb la lletra M. L'emir, cap de primera classe, està supervisat per un consell de l'emirat.
Probablement s'hi van establir pastors fulanis al segle xviii i va romandre sota autoritat del sultanat de Manara. L'emirat es va fundar per la gihad fulani d'Usman Dan Fodio, sota la direcció en aquest lloc de Modibo Adama. Després de 1820 els pobles de Mubi van ser reunits al domini d'Adama, l'emirat o regne de Fumbina, més tard conegut com a Adamawa. A finals del segle xix fou objecte d'intenses batudes a la cerca d'esclaus. El 1903 Mubi fou ocupada pels alemanys i va restar part del Camerun Alemany fins al 1914, quan els britànics la van ocupar, quedant la zona sota mandat britànic de la Societat de Nacions el 1922. El 1961, per un plebiscit, la zona va decidir la seva incorporació a Nigèria.
El 12 d'octubre de 2014 l'emirat va caure en mans de Boko Haram mentre l'emir Alhaji Abubakar Isah Ahmadu era en viatge a l'Aràbia Saudita. Els rebels van entrar a la ciutat de Mubi i van confiscar el palau i altres propietats. Boko Haram ja dominaven dos àrees locals, Madagali i Michika, i més tard van capturar la darrera àrea, Maiha i van aconseguir tenir el control efectiu de tot l'emirat, el primer que va caure totalment en mans de Boko Haram. L'emir va retornar d'Aràbia i es va establir a Yola mentre a Mubi s'establia la seu espiritual de Boko Haram rebatejant-la Madinatuk Islam. Un nou emir fou designat pel líder de Boko Haram. L'annexió de Mubi no només va afectar la institució tradicional, sinó que va paralitzar molts negocis a la ciutat, que és el centre neuràlgic comercial de l'estat d'Adamawa. A part del volum del comerç internacional entre les comunitats frontereres d'Adamawa i Camerun, altres negocis en expansió es van veure alterats com el Mercat Internacional de Bestiar de Mubi, les nombroses cases de canvi, els bancs i els mercats de productes alimentaris. La investigació ha demostrat que abans de l'annexió de la zona pels insurgents de Boko Haram, l'oficina de l'àrea de Duanes de Nigèria en Mubi generava els majors ingressos en l'estat a causa del volum i la freqüència dels intercanvis i les activitats comercials que prosperaven a la zona. A finals de l'any 2014 l'exèrcit va recuperar la ciutat de Mubi.